# Ardisia hyalina
Ardisia hyalina är en viveväxtart som beskrevs av Cyrus Longworth Lundell. Ardisia hyalina ingår i släktet Ardisia och familjen viveväxter. Inga underarter finns listade i Catalogue of Life.